# Kseniya Zadorina
Kseniya Zadorina (née le 2 mars 1987) est une athlète russe spécialiste du 400 mètres.

## Carrière
Elle se classe deuxième du 400 m lors des Championnats d'Europe juniors 2005, et termine dès l'année suivante quatrième des Championnats du monde juniors de Pékin.
Lors des Championnats d'Europe espoirs 2007 de Debrecen, Kseniya Zadorina décroche la médaille de bronze du 400 m, et remporte par ailleurs l'épreuve du relais 4 × 400 m aux côtés de ses coéquipières de l'équipe de Russie. Deux ans plus tard, lors des Championnats d'Europe espoirs 2009 de Kaunas, la Russe termine deuxième de l'épreuve individuelle, derrière sa compatriote Kseniya Ustalova, et s'impose une nouvelle fois sur 4 × 400 m. 
Membre du relais russe vainqueur des Championnats d'Europe par équipes, en juin 2010 à Bergen en Norvège, elle est sélectionnée fin juillet pour les Championnats d'Europe de Barcelone. Elle y dispute les séries du 4 × 400 m mais n'est pas retenue pour la finale.

### Palmarès
| Date | Compétition                       | Lieu      | 400 m | 4 × 400 m |
| ---- | --------------------------------- | --------- | ----- | --------- |
| 2005 | Championnats d'Europe juniors     | Kaunas    | 2e    | 1re       |
| 2006 | Championnats du monde juniors     | Pékin     | 4e    | -         |
| 2007 | Championnats d'Europe espoirs     | Debrecen  | 3e    | 1re       |
| 2009 | Championnats d'Europe espoirs     | Kaunas    | 2e    | 1re       |
| 2010 | Championnats d'Europe par équipes | Bergen    | -     | 1re       |
| 2011 | Championnats d'Europe en salle    | Paris     | 3e    | 1re       |
| 2011 | Championnats d'Europe par équipes | Stockholm | -     | 1re       |
| 2012 | Championnats d'Europe             | Helsinki  | 2e    | 6e        |
| 2013 | Championnats d'Europe en salle    | Göteborg  |       | 2e        |
| 2015 | Championnats du monde             | Pékin     |       | 4e        |

### Records
| Épreuve       | Performance | Lieu   | Date            |
| ------------- | ----------- | ------ | --------------- |
| 400 m         | 50 s 87     | Moscou | 29 juin 2010    |
| 400 m (salle) | 51 s 38     | Moscou | 16 février 2011 |